# Hargicourt, Somme
Hargicourt är en kommun i departementet Somme i regionen Hauts-de-France i norra Frankrike. Kommunen ligger i kantonen Montdidier som tillhör arrondissementet Montdidier. År 2018 hade Hargicourt 405 invånare.

## Befolkningsutveckling
Antalet invånare i kommunen Hargicourt
| Referens: INSEE |